# Agrotis nicotrai
Agrotis nicotrai är en fjärilsart som beskrevs av Emilio Berio 1945. Agrotis nicotrai ingår i släktet Agrotis och familjen nattflyn. Inga underarter finns listade i Catalogue of Life.